# Secrets of Steel
Secrets of Steel, registrato nel 1993, è il primo album video della band heavy metal/epic metal Manowar.
Fu pubblicato in VHS, per poi essere riproposto nel cofanetto Limited Edition Box Set del 1997.

## Contenuti
- Cd completo di Into Glory Ride
- Cd completo di Hail to England
- Vhs contenente la biografia completa del gruppo